# سینت جو (ویرجینیای غربی)
سینت جو (به انگلیسی: Saint Joe) یک منطقهٔ مسکونی در ایالات متحده آمریکا است که در شهرستان پرستون، ویرجینیای غربی واقع شده‌است. سینت جو ۳۷۰٫۹۵ متر بالاتر از سطح دریا واقع شده‌است.